# Teresa Santos
Teresa Stela Barbosa Silva Santos Blue (Fortaleza, 7 de junho de 1998) é uma modelo e rainha da beleza brasileira, vencedora do concurso Miss Brasil 2021. Como Miss Brasil, Santos representou o Brasil no concurso Miss Universo 2021 em Eilat, Israel. Ela já havia sido coroada Miss Ceará 2021 e Miss Ceará 2018, e colocada como segunda colocada no Miss Brasil 2018. Ela é a quarta mulher cearense a vencer o Miss Brasil.

## Biografia
Santos nasceu em Fortaleza, capital do Ceará, e tem raízes familiares na Bahia. 

## Participou do concurso de beleza

### Miss Ceará
Santos iniciou sua carreira de pomposo em 2018, após competir no Miss Ceará 2018. Na época da competição, Santos não tinha nenhuma experiência de pompa e pouca ideia do que esperar. Ela representou Groaíras no concurso e acabou ganhando o título, que a qualificou para competir no Miss Brasil 2018. O Miss Brasil 2018 foi posteriormente realizado no dia 26 de maio de 2018, no Riocentro do Rio de Janeiro. Na competição, o Santos avançou para o Top 15, Top 10, Top 5 e acabou se classificando como 3º lugar, atrás da vencedora Mayra Dias, do Amazonas.
Depois do Miss Brasil 2018, Santos deu um hiato na pompa. Posteriormente, ela voltou em 2021, como concorrente no Miss Ceará 2021. Santos acabou conquistando o título, tornando-se bicampeão estadual no Ceará.

### Miss Brasil 2021
Como Miss Ceará 2021, Santos se classificou para disputar o Miss Brasil 2021. A competição estava programada para ser a edição inaugural da nova competição Miss Universo Brasil, sob nova liderança. A final foi filmada em 7 de novembro de 2021, a bordo do navio de cruzeiro MSC Preziosa. Na competição, o Santos avançou para os Top 15, Top 10, Top 5 e Top 3; como a final estava programada para ir ao ar dois dias após as filmagens, os clímax dos três finalistas foram filmados, enquanto apenas os do vencedor seriam incluídos na transmissão. No dia 9 de novembro, foi ao ar a final que revelou que Santos havia sido coroada a vencedora, tornando-a a quarta cearense a conquistar o título.
Como Miss Brasil 2021, Santos representou o Brasil no concurso Miss Universo 2021 em Eilat, Israel.